# Werner Ziegler (soldat)
Pour les articles homonymes, voir Werner Ziegler et Ziegler.
Werner Ziegler (30 avril 1916  à Hausach - 15 avril 2001 à Oftersheim) est un Oberstleutnant allemand qui a servi au sein de la Heer dans la Wehrmacht pendant la Seconde Guerre mondiale.
Il a été récipiendaire de la croix de chevalier de la croix de fer avec feuilles de chêne et glaives. La croix de chevalier de la croix de fer et ses grades supérieurs : les feuilles de chêne et glaives sont attribués pour récompenser un acte d'une extrême bravoure sur le champ de bataille ou un commandement militaire avec succès.

## Biographie
Werner Ziegler a été libéré en tant que prisonnier de guerre en 1946. Il a ensuite travaillé pendant dix ans dans le secteur privé avant de rejoindre la Bundeswehr. En 1956, il sert à l'École d'infanterie de Hammelburg sous le Brigadegeneral Hellmuth Mäder. En 1960, Werner Ziegler sert comme commandant adjoint de la Panzergrenadierbrigade 35. Sept ans plus tard, il se retire comme Oberst et commandant de la Panzergrenadierbrigade 19 à Ahlen.

## Décorations
- Insigne des blessés (1939)
  - en Noir
- Insigne du combat rapproché
  - en Bronze
- Insigne de destruction de blindés
- Plaque de bras Crimée
- Croix de fer (1939)
  - 2e classe (7 juillet 1940)
  - 1re classe (26 avril 1941)
- Croix de chevalier de la croix de fer avec feuilles de chêne et glaives
  - Croix de chevalier le 31 décembre 1941 en tant que Leutnant et leader du 2./Infanterie-Regiment 186[2]
  - 121e feuilles de chêne le 8 septembre 1942 en tant que Oberleutnant et leader du 2./Infanterie-Regiment 186[2]
  - 102e glaives le 23 octobre 1944 en tant que Major et leader du Infanterie-Regiment 186[2]